# دوبروویتسه
دوبروویتسه (به چکی: Dobrovice) یک منطقهٔ مسکونی در جمهوری چک است که در ناحیه ملادا بولسلاو واقع شده‌است. دوبروویتسه ۳٬۲۱۸ نفر جمعیت دارد.